# コリーナ (アンモナイト)
コリーナ（学名 : Collina）は、前期ジュラ紀トアルシアン期の前期から後期にかけて生息していたアンモナイトの属。この属は、Braunianus SubzoneからVariabilis Zoneまで存在した。これらの化石はヨーロッパ、アジア、北アメリカ、南アメリカで発見された。また、メソダクティリテスから進化したとされる。

## 説明
螺環断面は角張った四角形のようだった。遠方の肋は、高い縁側の結節の位置で二つ、あるいは三つに分岐した。二次肋は前方に強く曲がり、縁部中央で盛り上がっている。この属の場合、サイズに二型性が存在した。